# Vicente García de Mateos
Vicente García de Mateos Rubio (Manzanares, provincia de Ciudad Real, 19 de septiembre de 1988) fue un ciclista profesional español. Debutó como profesional en 2009 aunque se tuvo que recalificar como amateur para volver al profesionalismo en agosto del 2013 al recalar en el conjunto japonés Matrix-Powertag. 
Su hermano mayor Raúl corrió profesionalmente en 2009, también en el Andorra-Grandvalira.
Fue sancionado por tres meses (del 27 de junio al 27 de septiembre de 2018) debido a unos valores irregulares en su pasaporte biológico. Sin embargo, finalmente fue  exonerado, porque no tuvo la oportunidad de ofrecer sus respectivas explicaciones antes de ser sancionado.

## Palmarés

### Ruta
2015
- 1 etapa de la Vuelta a Portugal

2016
- 1 etapa de la Vuelta a Portugal

2017
- Clásica Aldeias do Xisto
- 1 etapa de la Vuelta a Portugal

2018
- 3 etapas de la Vuelta a Portugal

2019
- 1 etapa del Gran Premio Jornal de Noticias

2020
- 3.º en el Campeonato de España en Ruta

### Pista
2015
- 3.º en el Campeonato de España de Persecución

2016
- 3.º en el Campeonato de España de Persecución
- 3.º en el Campeonato de España de Scratch

## Equipos
- Andorra-Grandvalira (2009)
- Supermercados Froiz (2010) (como amateur)
- Caja Rural Amateur(como amateur) (2011)
- Gsport-Valencia Terra i Mar (como amateur) (2012-2013)[3]
- Matrix-Powertag (2013)[4]
- Louletano (2014-2020)
  - Louletano-Dunas Douradas (2014)
  - Louletano-Ray Just Energy (2015)
  - Louletano-Hospital de Loulé (2016-2017)
  - Aviludo-Louletano-Uli (2018)
  - Ludofoods-Louletano-Aviludo (2019)
  - Aviludo-Louletano (2020)
- Antarte-Feirense[5] (2021)
- Aviludo-Louletano-Loulé Concelho (2022-2023)